# Roanoke, Virginia
Roanoke là một thành phố thuộc quận, tiểu bang Virginia, Hoa Kỳ. Thành phố có diện tích km², dân số thời điểm năm 2010 theo điều tra của Cục điều tra dân số Hoa Kỳ là 97.032 người, là thành phố lớn thứ nhất ở Tây Nam Virginia.